# Чирчен
Чирчен (нем. Tschiertschen) — деревня и бывшая коммуна в Швейцарии, в кантоне Граубюнден.
Население составляет 216 человек (на 31 декабря 2006 года). Официальный код — 3912.
До 2008 года имела статус отдельной коммуны. 1 января 2009 года была объединена с коммуной Праден в новую коммуну Чирчен-Праден, 1 января 2025 года коммуна Чирчен-Праден вошла в состав коммуны Кур. Входит в состав региона Плессур (до 2016 года входила в округ Плессур).